# 彭國光
彭國光（1551年—1604年），字用卿，號秀南，江西九江府德化縣人，民籍，明朝政治人物。

## 生平
隆慶四年（1570年）庚午科江西鄉試第六十名，萬曆八年（1580年）庚辰科會試第一百五十五名，登三甲第二十九名進士。礼部觀政，本年授晉江縣知縣，為官廉正，十四年以卓异纪录行取，升任戶科給事中，十六年九月升工科右，十七年三月升吏科左，同年九月升山东副使，驻守天津，二十年五月升浙江右参政。
萬曆二十三年（1595年）二月起补湖广右参政，驻守松江，二十六年十月升山东蓟州道按察使，二十九年三月升任巡抚宣府右佥都御史。萬曆三十二年甲辰卒于官。

## 家族
曾祖彭道澳；祖父彭守仁，贈中大夫湖广右参政；父彭舉，曾任典史，贈知县，加中大夫右参政。母艾氏。子彭九德，字常吉，别号昆池，萬曆二十八年庚子舉人，隆庆四年（1570年）官德庆州开建县知县。